# 横須賀市立追浜小学校
横須賀市立追浜小学校（よこすかしりつ おっぱましょうがっこう）とは、神奈川県横須賀市鷹取にある公立小学校。

## 沿革
- 1941年（昭和16年） - 浦郷小学校・船越小学校から分離して、横須賀市追浜国民学校として開校。
- 1947年（昭和22年） - 学校教育法により現校名に改称。
- 1975年（昭和50年） - 鷹取小学校を分離。

## 通学区域
2014年度は以下の通りである。
- 鷹取
- 追浜本町1丁目の内1番～39番
- 追浜町2丁目の内3番～7番、13番～15番、3丁目の内1番～17番
- 追浜南町

また、追浜町1丁目25～38番は浦郷小学校の通学区域であるが、本校に通うことができる。

## 進学先中学校
本校の通学区域がそれとなっているのは横須賀市立追浜中学校である。
また、公立学校選択制により、横須賀市立鷹取中学校、横須賀市立田浦中学校にも通うことができる。

## 交通
- 京浜急行電鉄本線追浜駅より徒歩10分（約750m）